# Вила Сантина
Вѝла Сантѝна (на италиански: Villa Santina; на фриулски: Vile, Виле) е село и община в Северна Италия, провинция Удине, автономен регион Фриули-Венеция Джулия. Разположено е на 363 m надморска височина. Населението на общината е 2223 души (към 2010 г.).